# Deine, meine, unsere
Deine, meine, unsere (Originaltitel: Yours, Mine and Ours) ist eine US-amerikanische Filmkomödie aus dem Jahr 1968. Regie führte Melville Shavelson, der gemeinsam mit Bob Carroll junior, Madelyn Davis und Mort Lachman auch das Drehbuch schrieb.

## Handlung
Der verwitwete Offizier der United States Navy Frank Beardsley hat zehn Kinder. Er wird von einem Flugzeugträger auf einen Stützpunkt verlegt, wo er die ebenfalls verwitwete Krankenschwester Helen North kennenlernt, die acht Kinder hat und auf demselben Marinestützpunkt arbeitet. Frank und Helen interessieren sich für einander, wozu die Handlungen von Darrel Harrison beitragen, der sie als passendes Paar betrachtet, und sie sich darum immer wieder über den Weg laufen.
Die Kinder von Frank versuchen, die Beziehung zu zerstören. Sie mischen einen Cocktail (Screwdriver) für Helen, nach dessen Verzehr sie sich seltsam benimmt. Frank zwingt die Schuldigen, sich zu entschuldigen. Anschließend verkündet er die anstehende Hochzeit. Die anstehende Hochzeitsreise fällt wegen der Krankheit eines der Kinder aus, weshalb alle sogleich in das, im Grunde altersschwache, große Haus ziehen.
Die neue Familie sieht sich nun den neuen Herausforderungen des Alltags gegenüber, die sie nun gemeinsam zu bewältigen haben. Die Einkäufe, Badzimmerpläne usw. Die Beardsleys sehen Helen allerdings immer noch als Eindringling an. Dies ändert sich erst als Helen Frank, obwohl dieser zugunsten seiner Familie ablehnen wollte, eine weitere Fahrt auf einem Flugzeugträger zugesteht, und der älteste Sohn Franks während seiner Musterung feststellt, dass Helen schwanger ist, was diesem imponiert und beide Familien miteinander versöhnt.
Damit alle Kinder den gleichen Namen tragen, adoptiert Frank die Kinder seiner Frau, die ihrerseits seine Kinder adoptiert. Am Ende meldet sich Mike Beardsley, der älteste Sohn Franks, beim United States Marine Corps.

## Hintergrund
Der Film basiert auf der wahren Geschichte von Frank Beardsley und Helen North in Carmel, Kalifornien, die im September 1961 bei starker Medienpräsenz heirateten. Auftritte des Paares in TV-Talkshows und Werbeverträge folgten. 1965 schrieb Helen Beardsley das Buch Who Gets the Drumstick, in dem sie das Leben der 22-köpfigen Familie beschrieb. Es erweckte die Aufmerksamkeit von Lucille Ball, deren Desilu Studios daran die Filmrechte erwarben und drei Jahre später den Film herausbrachten.
Der Film wurde in Alameda (Kalifornien) und in San Francisco gedreht. Seine Produktionskosten betrugen schätzungsweise 2,5 Millionen US-Dollar. Der Film spielte in den Kinos der USA bisher ca. 26 Millionen US-Dollar ein. Die Handlung wurde im Jahr 2005 als Deine, meine & unsere mit Dennis Quaid und Rene Russo neu verfilmt.

## Kritiken
Roger Ebert schrieb in der Chicago Sun-Times vom 24. Mai 1968, die Komödie beinhalte keine Sozialkritik. Sie sei ein „richtig amüsanter Familienfilm“ und werde ihren Zweck erfüllen („as a genuinely amusing family film, it will do nicely“). Lucille Ball sei eine Meisterin der visuellen Gags.
Das Lexikon des internationalen Films schrieb: „Handwerklich routiniert, behäbig entwickelte Familienkomödie, die auf ein schnelles Happy-End zielt. Hinter der auf den ersten Blick harmlosen und wirklichkeitsfernen Fabel offenbart sich die mehr als konservative Ideologie, daß Väter und Söhne dem Vaterland als Soldaten dienen, während Mütter und Töchter für den (Gefühls-)Haushalt und den (über-)reichen Nachwuchs zu sorgen haben.“

## Auszeichnungen
Der Film als Bester Film – Komödie oder Musical und Lucille Ball als Beste Hauptdarstellerin – Komödie oder Musical wurden im Jahr 1969 für den Golden Globe Award nominiert. Lucille Ball und der Film als bester Unterhaltungsfilm erhielten im Jahr 1968 den Laurel Award; Henry Fonda erreichte in der zugrundeliegenden Umfrage den dritten Platz. Die Drehbuchautoren wurden 1969 für den Writers Guild of America Award nominiert.